# Lista regiunilor din Queensland
Lista regiunilor din Queensland ( 158 ), Australia.
| - Aramac Shire - Atherton Shire - Aurukun Shire | - Badu Island - Balonne Shire - Bamaga Island - Banana Shire - Barcaldine Shire - Barcoo Shire - Bauhinia Shire - Beaudesert Shire - Belyando Shire - Bendemere Shire - Biggenden Shire - Blackall Shire - Boigu Island - Boonah Shire - Booringa Shire - Boulia Shire - Bowen Shire - Brisbane City - Broadsound Shire - Bulloo Shire - Bundaberg City - Bungil Shire - Burdekin Shire - Burke Shire - Burnett Shire | - Caboolture Shire - Cairns City - Calliope Shire - Caloundra City - Cambooya Shire - Cardwell Shire - Carpentaria Shire - Charters Towers City - Cherbourg Aboriginal Shire - Chinchilla Shire - Clifton Shire - Cloncurry Shire - Cook Shire - Cooloola Shire - Crows Nest Shire - Croydon Shire |
| - Dalby Town - Dalrymple Shire - Dauan Island - Diamantina Shire - Doomadgee Aboriginal Shire - Douglas Shire - Duaringa Shire | - Eacham Shire - Eidsvold Shire - Emerald Shire - Erub Island - Esk, Shire of - Etheridge Shire | - Fitzroy Shire - Flinders Shire |
| - Gatton Shire - Gayndah Shire - Gladstone City - Gold Coast City - Goondiwindi Town | - Hammond Island - Herberton Shire - Hervey Bay City - Hinchinbrook Shire - Hope Vale Aboriginal Shire | - Iama Island - Ilfracombe Shire - Inglewood Shire - Injinoo Aboriginal Shire (Cowal Creek) - Ipswich City - Isis Shire - Isisford Shire |
| - Jericho Shire - Johnstone Shire - Jondaryan Shire | - Kilcoy Shire - Kilkivan Shire - Kingaroy Shire - Kolan Shire - Kowanyama Aboriginal Shire - Kubin Island | - Laidley Shire - Livingstone Shire - Lockhart River Aboriginal Shire - Logan City - Longreach Shire |
| - Mackay City - McKinlay Shire - Mabuiag Island - Mapoon Aboriginal Shire - Mareeba Shire - Maroochy Shire - Maryborough City - Mer Island - Millmerran Shire - Mirani Shire - Miriam Vale Shire - Monto Shire - Mornington Shire - Mount Isa City - Mount Morgan Shire - Mundubbera Shire - Murgon Shire - Murilla Shire - Murweh Shire | - Nanango Shire - Napranum Aboriginal Shire - Nebo Shire - New Mapoon Aboriginal Shire - Noosa Shire | - Palm Island Aboriginal Shire - Paroo Shire - Peak Downs Shire - Perry Shire - Pine Rivers Shire - Pittsworth Shire - Pormpuraaw Aboriginal Shire - Poruma Island |
| - Quilpie Shire | - Redcliffe City - Redland Shire - Richmond Shire - Rockhampton City - Roma Town - Rosalie Shire | - Saibai Island - Sarina Shire - Seisia Island - St. Pauls Island - Stanthorpe Shire |
| - Tambo Shire - Tara Shire - Taroom Shire - Thuringowa, City of - Tiaro Shire - Toowoomba, City of - Torres Shire - Townsville, City of | - Ugar Island - Umagico Aboriginal Shire | - Waggamba Shire - Wambo Shire - Warraber Island - Warroo Shire - Warwick Shire - Whitsunday Shire - Winton Shire - Wondai Shire - Woocoo Shire - Woorabinda Aboriginal Shire - Wujal Wujal Aboriginal Shire                                                                                       |
| - Yarrabah Aboriginal Shire - Yorke Island | | |